# Parafia św. Łukasza Ewangelisty w Rui
Parafia pw. Świętego Łukasza Ewangelisty w Rui – parafia rzymskokatolicka w dekanacie prochowickim w diecezji legnickiej. Jej proboszczem jest ks. Wiesław Złotek. Kościół parafialny mieści się pod numerem 59 w Rui.